# Хачатрян, Норайр Робертович
Норайр Робертович Хачатрян (арм. Նորայր  Խաչատրյան, 1 января 1950, Ереван) — армянский политический и государственный деятель.
- 1967—1972 — электротехнический факультет Ереванского политехнического института.
- 1974—1979 — аспирантура МАИ.
- 1994—1995 — народная академия при правительстве РФ.
- 1972—1974 — заведующий лабораторией кафедры «электронные машины» Ереванского политехнического института.
- 1980—1986 — работал старшим инженером, старшим научным сотрудником, доцентом на кафедре «электронные машины».
- 1986—1988 — главный инженер специально бюро конструкций ПО «Разданмашин».
- 1988—1993 — технический директор ПО «Марс».
- 1993—1996 — директор предприятия «Арарат».
- 1996—1997 — министр по управлению государственным имуществом Армении.
- С 1997 — представитель компании «Siemens» в Армении.